# Сланичану, Георгий
Георгий Сланичану (рум. Gheorghe Slăniceanu; 23 апреля 1835, Бухарест, Австро-Венгерская империя — 28 января 1885, Сан-Ремо, Италия) — румынский офицер, генерал, дважды министр обороны и трижды начальник генерального штаба войск Румынии.

## Карьера
Георгий Сланичану родился 23 апреля 1835 в Бухаресте. Окончил военное училище в Бухаресте в 1854 году. Постепенно поднялся по карьерной лестнице, и получил большое влияние в командовании Вооруженными Силами Румынии. Реформировал генеральный штаб и организацию командования армией.
В 1877 году вместе с королём Румынии Каролем I и Ионом Брэтиану принимал участие в переговорах об участии Румынии в русско-турецкой войне (1877—1878) с императором Александром II и князем Николаем Николаевичем (командующий русской армией на Балканском фронте). Как министр обороны и начальник штаба армии во время румынской войны за независимость, вместе с генералом Александру Чернатом командовал походом на юг во время румынских военных действий в Болгарии. Руководил (с Чернатом) созданием «Плана мобилизации, концентрации и стратегических действий на юге страны» (рум. Planul de mobilizare, concentrare şi acoperire strategică a frontierei de sud a ţării.
После войны занимал ряд должностей в румынской армии. Он изучал боевые искусства разных народов и предпринимал попытки синтезировать их в организации румынской армии. Георгий умер 12 января 1885 года в Сан-Ремо, Италия.